# Prays ducalis
Prays ducalis là một loài bướm đêm thuộc họ Yponomeutidae.